# 見坊田鶴雄
見坊 田鶴男（けんぼう たづお、1883年〈明治16年〉1月6日 - 1955年〈昭和30年〉1月20日）は日本の政治家。岩手県盛岡市長。

## 来歴
盛岡市出身。盛岡中学校（現・岩手県立盛岡第一高等学校）卒。岩手県庁に入り、岩手郡書記となる。内務省警保局書記を経て、青森県北津軽郡長、福島県相馬郡長を歴任した。1927年に満州に渡り、遼陽、鞍山の各事務所長を経て、関東州果樹組合専務理事に就任した。1936年に退職し帰国した。
1939年に盛岡市長に就任。盛岡市は厨川、中野、本宮、浅岸と合併。太平洋戦争が始まり、戦時体制下の市政運営となり、困難を極めた。市長は1943年に辞職した。
戦後、公職追放となり、追放解除後の1955年に死去した。